# لما بدا يتثنى
لما بدا يتثنى مُوشّح أندلسي عربي تراثي شهير ينتمي إلى مقام نهاوند بضرب سماعي ثقيل 10/8، ويعتبره بعض النقاد أشهر موشح عربي، حيث شكَّل الموشح ثورة على الشكل التقليدي للقصيدة العربية من حيث البناء النظمي والفني، ويجمع الموشح بين الفصحى وتحرير الوزن والقافية.
اختلف المؤرخون في تحديد اسم صاحبه الأصلي، فمنهم من نسب النص إلى الوشاح الأندلسي لسان الدين بن الخطيب (عاش بين 1313 - 1374 م)، وهو القول الأشهر، نظرًا لأسلوب الموشح الأندلسي، ولتشابهه مع موشحات لسان الدين. و منهم من نسبه إلى المغني المصري محمد عبد الرحيم المسلوب (عاش بين 1793 و 1928 م) ونُسب اللحن له أيضًا.
تغنى به الكثير من المغنين المشهورين والفرق الموسيقية عبر العالم، ولكن كانت أولى التسجيلات عام 1910م لها مع المغني المصري سيد الصفتي ثم مع المغنى محي الدين بعيون عام 1920، ثم بعد ذلك مع المغنية الشامية ماري جبران ثم المغنية المصرية نادرة أمين في بدايات القرن العشرين، ثم تغنت به نور الهدى وفيروز والشيخ إمام، وفي العصر الحديث تغنت به لينا شاماميان وسعاد ماسي وغيرهم.

## كلمات الموشح
الكلمات: